# Хайнрих VIII фон Волденберг
Хайнрих VIII фон Волденберг (на немски: Heinrich VIII von Woldenberg; † сл. 11 март 1349) от фамилията фон Волденберг, е граф на Вердер (Вердер де Инсула на река Нете, част от Бокенхем) в Долна Саксония.
Той е третият син (от 9 деца) на граф Конрад I фон Волденберг († 1331/1338) и съпругата му Хилдебург фон Залдерн († сл. 1276), дъщеря на Йохан IV фон Залдерн, маршал на Брауншвайг († сл. 1282) и Аделхайд фон Валмоден († пр. 1276).

## Фамилия
Хайнрих VIII фон Волденберг се жени за Рикса фон Хаймбург († сл. 10 юли 1340), дъщеря на Анно фон Хаймбург (* ок. 1270) и Кунигунда фон Варберг (* ок. 1271). Te имат 11 деца, между тях:
- дъщеря, омъжена за Буркхард XII фон Залдерн († пр. 1378)